# まもり (消防艇・2代)
まもりは、横浜市消防局の消防艇。

## 設計
没水部船型はハード・チャイン船型とされた。浅海域での活動を想定して、船尾は波型とし、推進器はトンネル型に収容されている。主船体は耐航性高張力鋼（耐力35 kgf/mm2、HT50調質）製であるが、軽量化を図るため、操舵室やマストなど上部構造は耐蝕アルミニウム合金製とされた。なお鋼構造とアルミニウム合金構造との接合にはクラッド鋼板が使用された。
外見上の大きな特徴が、起倒式マストの採用である。これにより、水面上3メートルの橋桁下の航行と、航海上規定の高さとしなければいけない航海灯類の装備が両立できるようになった。
主機関としては、2サイクル高速ディーゼルエンジン（1,800馬力 / 1,840 rpm）を2基搭載した。推進器は1.6メートル径の4翼式可変ピッチ・プロペラ2軸である。またこの他に4サイクル高速ディーゼルエンジン（180馬力 / 1,800 rpm）1基も搭載し、バウスラスターを駆動する。なお可変ピッチ・プロペラとバウスラスター、舵のコントロールはコンピュータによる集中制御とされており、1本のジョイスティックにより操舵できる。

## 装備
消防ポンプとしては、吐出量毎分22,000リットルのものを2基備えている。また消防装置としては下記のような装備を有する。
- 放水砲
  - 操舵室側部（毎分15,000リットル）×2基
  - 船首甲板部（毎分5,000リットル）×2基
- 送水口（65mm径）×16個

特に15,000リットル型のものは、有効放水射程約120メートル、有効放水高さ約70メートルを確保した。消火剤としては、泡原液を約13,500リットル（6,750リットル×2個）搭載する。またこの他に、油処理剤を1,000リットル搭載する。
なお、消防ポンプの駆動や放水主要バルブの開閉、放水砲の角度等操作は操舵室内から行えるようになっている。

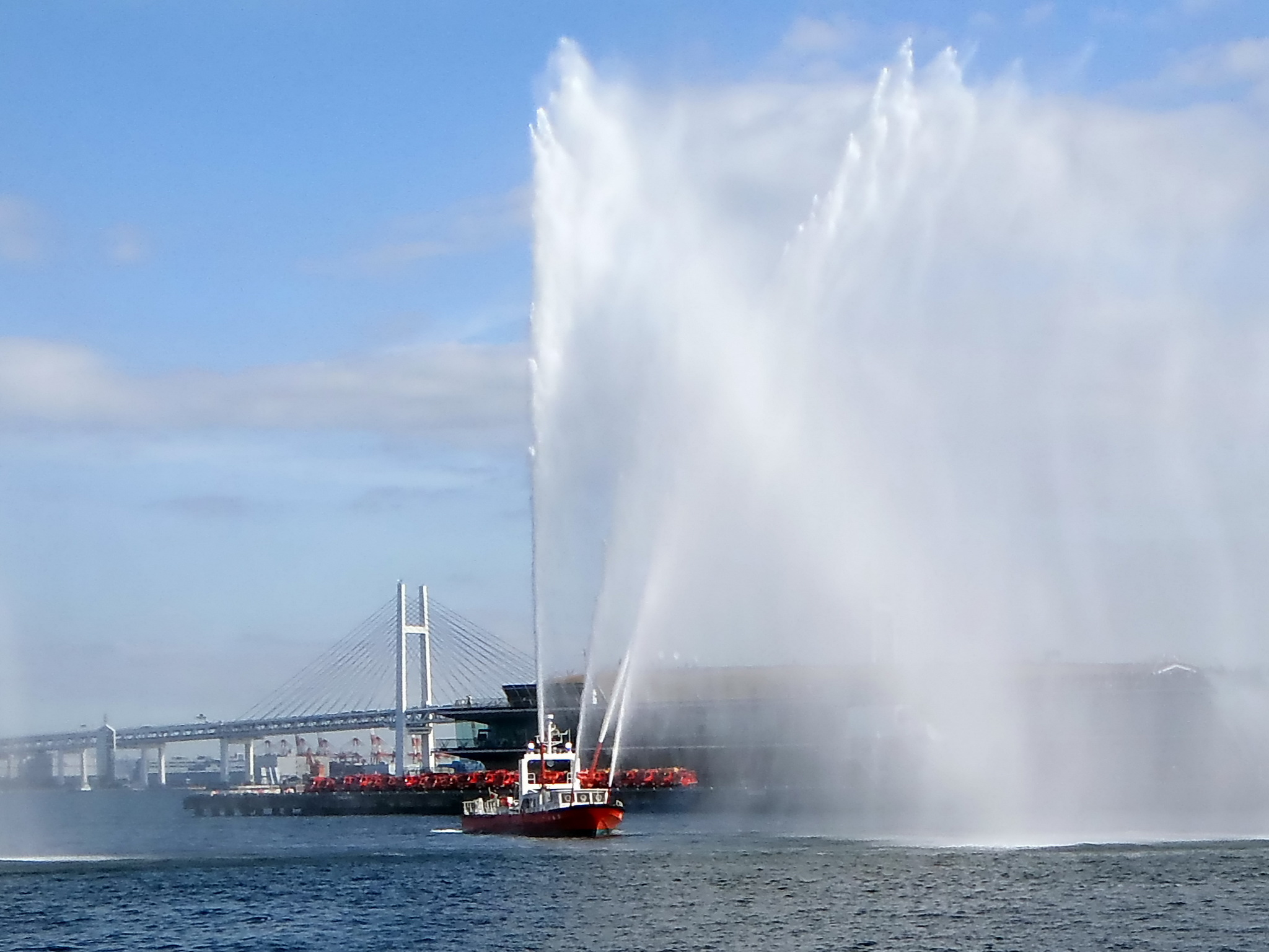
放水シーン

## 運用
2011年3月11日の東北地方太平洋沖地震により発生したコスモ石油千葉製油所の火災では、海上保安庁の「あわなみ」「ひりゆう」、東京消防庁の「みやこどり」、千葉市消防局の「まつかぜ」、海上災害防止センターの「おおたき」「きよたき」の各船と連携して、海上から警戒監視および冷却散水を実施した。
2020(令和2)年2月には、2020年度から2021(令和3)年度で本船の後継船を建造することが公表され、2021年11月に同船が就役して、本船を更新した。